# کراس نوگورسا
کراس نوگورسا (به لاتین: Crasnogorca) یک منطقهٔ مسکونی در مولداوی است که در واحدهای اداری-سرزمینی کرانه چپ دنیستر واقع شده‌است. کراس نوگورسا ۶۶ متر بالاتر از سطح دریا واقع شده‌است.